# Dortje Golldack-Brockhausen
Dortje Golldack-Brockhausen (* 9. April 1968 als Dortje Golldack in Eberswalde) ist eine deutsche Biologin und Botanikerin. Sie ist außerplanmäßige Professorin für Biochemie und Physiologie der Pflanzen an der Universität Bielefeld.

## Leben
Golldack-Brockhausen studierte an der Universität Rostock Biologie. Dort schrieb sie ihre Diplomarbeit im Wissenschaftsbereich Pflanzenphysiologie und Biochemie zum Thema der Salzanpassung von Cyanobacterien und legte 1991 das Diplom ab.
Im Anschluss wechselte sie zum Promotionsstudium in ein Graduiertenkolleg des Julius-von-Sachs-Instituts für Biowissenschaften der Universität Würzburg. Sie forschte über die Proteinsynthese in der halotoleranten Grünalge Dunaliella parva und wurde 1995 promoviert.
Gefördert durch ein Stipendium der Deutschen Forschungsgemeinschaft (DFG) war sie von 1995 bis 1997 als Postdoktorandin an der Arizona State University (USA) im Department of Biochemistry tätig und führte in dieser Zeit Forschungen zu Ionenkanälen und Ionentransportern in Pflanzenzellen unter Salzstress durch.
1997 wechselte sie an die Fakultät für Biologie der Universität Bielefeld, wo sie zunächst als wissenschaftliche Mitarbeiterin und wissenschaftliche Assistentin beschäftigt war. Im Jahr 2003 habilitierte Golldack-Brockhausen im Fach Botanik, wurde 2004 zur Oberassistentin ernannt und gründete eine eigene Nachwuchsarbeitsgruppe. Im Jahr 2008 wurde sie zur außerplanmäßigen Professorin ernannt.

## Forschungsschwerpunkte und Wirken
Golldack-Brockhausen erforscht die molekularen und physiologischen Grundlagen der Anpassung von Pflanzen an die Umweltfaktoren Trockenheit und Salz. Ziel dieser Forschung ist die Entwicklung von Strategien zur Verminderung der durch den Klimawandel und die Klimaerwärmung weltweit zunehmenden Bedrohung landwirtschaftlicher Erträge durch Dürre und Versalzung als einem Thema von hoher globaler Bedeutung und großer Aktualität im 21. Jahrhundert.
Darüber hinaus war sie Teilprojektleiterin in den von der DFG geförderten Sonderforschungsbereichen SFB 549 „Prozessierung und Signalwirkung extrazellulärer Makromoleküle“ und SFB 613 „Physik von Einzelmolekülprozessen und molekularer Erkennung in organischen Systemen“ der Universität Bielefeld.
Sie setzt sich für eine Erhöhung des Wissenschaftlerinnen- und Professorinnenanteils insbesondere in den Naturwissenschaften in der Bundesrepublik Deutschland ein und war von 2002 bis 2010 in Gleichstellungskommissionen der Universität Bielefeld tätig.
Seit 2009 ist sie Associate Editor der peer-reviewed Fachzeitschrift BMC Plant Biology.

## Schriften (Auswahl)
- Stressinduzierte Proteinsynthese in der halotoleranten Grünalge Dunaliella parva. Dissertation, Universität Würzburg, 1994.

Golldack-Brockhausen veröffentlichte seit 1993 über 50 Beiträge in Fachpublikationen, darunter:
- Mit Christoph Kluge, Karl-Josef Dietz: Subunit D of the vacuolar H+-ATPase of Arabidopsis thaliana. In: Biochimica et Biophysica Acta (BBA) - Biomembranes. Band 1419, Nr. 1, 9. Juni 1999, S. 105–110, doi:10.1016/S0005-2736(99)00055-3
- Mit Karl-Josef Dietz: Crassulacean acid metabolism: A special case of pH Regulation and H+ Fluxes. In: Zdenko Rengel (Hrsg.): Handbook of Plant Growth pH as the Master Variable. Marcel Dekker, New York und Basel 2005
- Molecular Responses of Halophytes to High Salinity. In: Karl Esser u. a. (Hrsg.): Progress in Botany. Band 65: Genetics Physiology Systematics Ecology. Springer, New York 2004, S. 219–234.
- Subcellular sites of environmental sensing. In: Ulrich Lüttge u. a. (Hrsg.): Progress in Botany. Band 69, Springer, New York 2008, S. 201–230.
- Gravitropismus, Phototropismus. In: K. Munk (Hrsg.): Taschenlehrbuch Biologie – Botanik. Thieme Verlag, 2009, S. 425–439.
- Cellular mechanisms of environmental adaptation: Learning from non-Arabidopsis model species. In: Ulrich Lüttge u. a. (Hrsg.): Progress in Botany. Band 74, Springer, New York 2012, S. 137–151.